# Royal Rumble (2009)

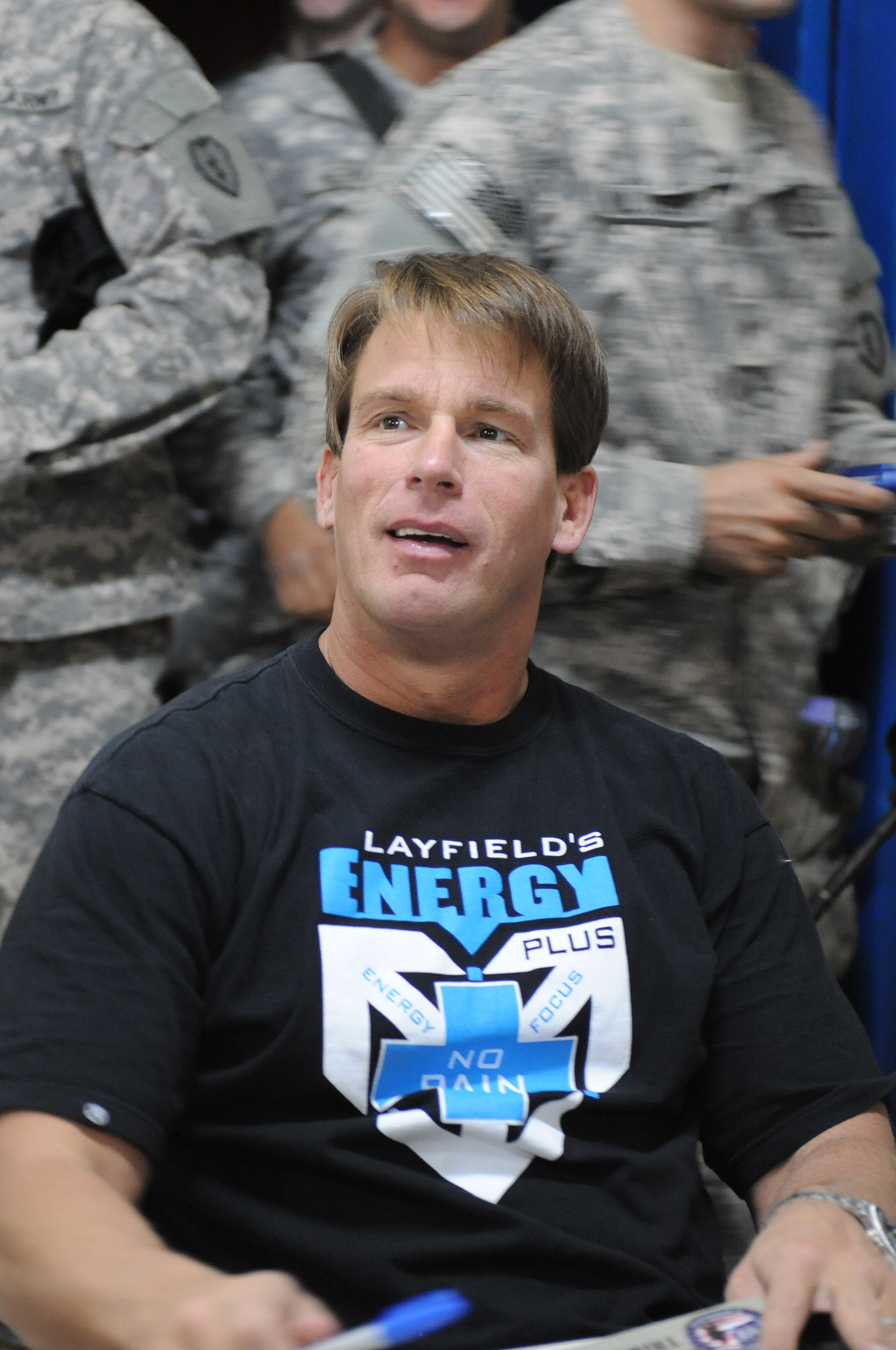
JBL, qui a affronté John Cena au Royal Rumble

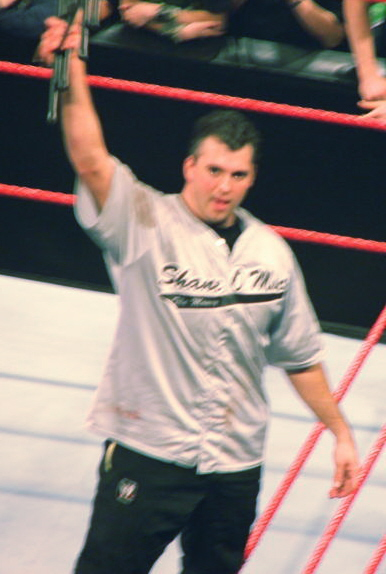
Shane McMahon est revenu après le Royal Rumble et a attaqué Orton

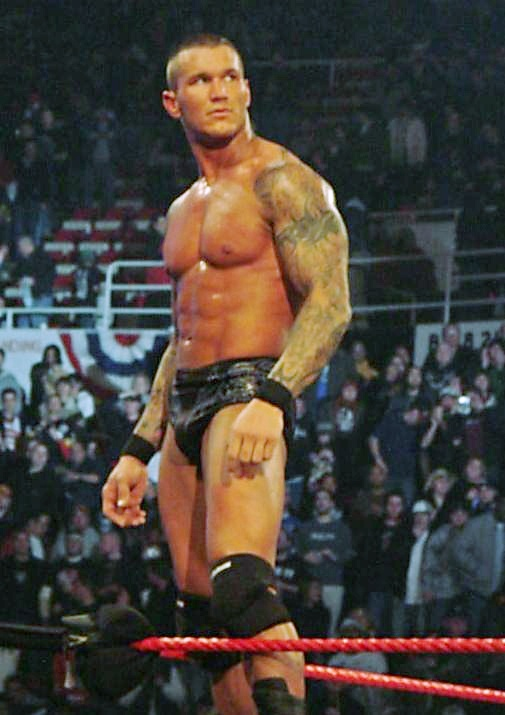
Randy Orton après sa victoire au Royal Rumble

Royal Rumble 2009 est le 22e Royal Rumble, pay-per-view de catch de la WWE. Il s'est déroulé le 25 janvier 2009 à la Joe Louis Arena à Détroit, Michigan. La musique officielle est Let it Rock de Kevin Rudolf & Lil Wayne.
Il s'agissait du premier PPV de Jack Swagger.

## Matchs
| #                                                          | Résultats                                                                                          | Stipulations                   | Commentaires | Temps |
| 1                                                          | Jack Swagger (c) bat. Matt Hardy pour conserver le titre de Champion de la ECW                     | Match simple                   | - Swagger a effectué le tombé après une Gutwrench Powerbomb. | 10:27 |
| 2                                                          | Melina bat. Beth Phoenix (c) pour devenir la nouvelle Championne Féminine de la WWE                | Match simple                   | - Melina a effectué le tombé sur Beth après un Sunset Flip. | 5:56  |
| 3                                                          | John Cena(c) bat. JBL (w/Shawn Michaels) pour conserver le titre de Champion du monde poids lourds | Match simple                   | - JBL avait mis un Big Boot accidentellement à l'arbitre puis a porté une Clothesline en même temps que Cena. Les deux hommes et l'arbitre étant K.O, Shawn Michaels est monté sur le ring et a asséné un Sweet Chin Music sur Layfield et Cena, puis a placé JBL sur le corps inerte de Cena pour le tombé, mais ce dernier résista.Cena porta ensuite son Attitude Adjustment pour la victoire. | 15:29 |
| 4                                                          | Edge bat. Jeff Hardy (c) pour devenir le nouveau Champion de la WWE                                | No Disqualification match.     | - Jeff Hardy avait fait sa Swanton Bomb sur Edge mais Vickie Guerrero empêcha l'arbitre de compter. - Le frère de Jeff, Matt, est ensuite intervenu mais s'est retourné contre son petit frère après l'avoir frappé avec une chaise pour lui faire perdre le match et son titre. | 19:22 |
| 5                                                          | Randy Orton remporte le Royal Rumble Match                                                         | Bataille royale à 30 catcheurs | - À la fin du match, il restait Orton, Rhodes, DiBiase et HHH et Orton a éliminé Triple H pendant qu'il était occupé à éliminer les deux membres de la Legacy. - Rob Van Dam a fait une apparition surprise mais a été éliminé par Chris Jericho. - Randy Orton choisit d'affronter Triple H à WrestleMania XXV pour le WWE Championship mais perd son match.                                     | 58:40 |
| (c) désigne le champion défendant son titre dans le match. | |                                | |       |

## Entrées et éliminations du Royal Rumble Match
Le rouge ██ indique une superstar de RAW, le bleu ██ une superstar de SmackDown, le blanc ██ une superstar de la ECW, et enfin en jaune ██ - un ancien catcheur de la WWE
Les catcheurs entraient toutes les 90 secondes (1 min 30 s)
| Ordre d'entrée | Entrant            | Division | Ordre d'élimination | Éliminé par                                          | Temps |
| -------------- | ------------------ | -------- | ------------------- | ---------------------------------------------------- | ----- |
| 1              | Rey Mysterio       | Raw      | 19                  | Big Show                                             | 49:24 |
| 2              | John Morrison      | ECW      | 6                   | Triple H                                             | 19:34 |
| 3              | Carlito            | SD       | 3                   | Vladimir Kozlov                                      | 6:11  |
| 4              | MVP                | SD       | 2                   | Vladimir Kozlov                                      | 3:52  |
| 5              | The Great Khali    | SD       | 1                   | Vladimir Kozlov                                      | 1:30  |
| 6              | Vladimir Kozlov    | SD       | 4                   | Triple H                                             | 2:40  |
| 7              | Triple H           | SD       | 29                  | Randy Orton                                          | 50:00 |
| 8              | Randy Orton        | Raw      | —                   | Vainqueur                                            | 48:27 |
| 9              | JTG                | Raw      | 7                   | Undertaker                                           | 11:59 |
| 10             | Ted DiBiase        | Raw      | 27                  | Triple H                                             | 45:11 |
| 11             | Chris Jericho      | Raw      | 23                  | Undertaker                                           | 37:17 |
| 12             | Mike Knox          | Raw      | 20                  | Big Show                                             | 32:42 |
| 13             | The Miz            | ECW      | 5                   | Triple H                                             | 1:20  |
| 14             | Finlay             | ECW      | 21                  | Kane                                                 | 29:59 |
| 15             | Cody Rhodes        | Raw      | 28                  | Triple H                                             | 37:01 |
| 16             | The Undertaker     | SD       | 26                  | Big Show (après avoir été éliminé)                   | 32:29 |
| 17             | Goldust            | Raw      | 8                   | Cody Rhodes                                          | 1:11  |
| 18             | CM Punk            | Raw      | 18                  | Big Show                                             | 22:29 |
| 19             | Mark Henry         | ECW      | 9                   | Rey Mysterio & Undertaker                            | 3:14  |
| 20             | Shelton Benjamin   | SD       | 10                  | Undertaker                                           | 4:17  |
| 21             | William Regal      | Raw      | 11                  | CM Punk                                              | 4:23  |
| 22             | Kofi Kingston      | Raw      | 12                  | Brian Kendrick                                       | 6:58  |
| 23             | Kane               | Raw      | 24                  | The Legacy (Cody Rhodes, Ted DiBiase et Randy Orton) | 18:21 |
| 24             | R-Truth            | SD       | 17                  | Big Show                                             | 12:06 |
| 25             | Rob Van Dam        | —        | 22                  | Chris Jericho                                        | 13:56 |
| 26             | The Brian Kendrick | SD       | 13                  | Triple H                                             | 0:15  |
| 27             | Dolph Ziggler      | Raw      | 14                  | Kane                                                 | 0:21  |
| 28             | Santino Marella    | Raw      | 15                  | Kane                                                 | 0:01  |
| 29             | Jim Duggan         | Raw      | 16                  | Big Show                                             | 2:50  |
| 30             | Big Show           | SD       | 25                  | Randy Orton                                          | 9:32  |

- Santino Marella a battu le record de Warlord (qui était de 2 secondes) de la plus courte présence dans un Royal Rumble en n'y restant qu'une seule seconde.
- Triple H est resté le plus longtemps avec 49 minutes et 57 secondes sur le ring.
- JTG et Shad arrivent en même temps mais JTG gagne un pile ou face et participe au Rumble et pas Shad.
- Rey Mysterio a échappé a une élimination en marchant sur Johnny Morrison et The Miz qui étaient à terre après leur élimination.
- Cody Rhodes a éliminé son grand frère Goldust.
- Triple H et Big Show ont éliminé le plus de superstars; 6.